# John Holmes
John Curtis Holmes (8. kolovoza 1944. – 13. ožujka 1988.), poznatiji pod pseudonimima John C. Holmes ili Johnny Wadd (po glavnom liku filmskog serijala u kojem se pojavljuje) jedna je od najpoznatijih pornografskih zvijezda svih vremena. Vjeruje se da je glumio u preko 2500 filmova za odrasle u razdoblju koje obuhvaća 70-e i 80-e godine prošlog stoljeća. Najpopularniji je bio zbog svog izrazito velikog penisa za kojeg se smatralo da je bio najduži i najdeblji u povijesti porno industrije, iako nikad nije postojala točna mjera njegove dužine. Pred kraj života, Holmes je stekao popularnost zbog sudjelovanja u ubojstvima u Wonderlandu 1981. godine, ali i zbog bolesti koja je nastala komplikacijom od side. 
Holmesov život bio je predmet nekoliko knjiga, dugačkog eseja magazina Rolling Stone, dvaju dugometražnih dokumentaraca, a bio je i inspiracija za dva holivudska filma: Kralj pornića i Wonderland.

## Rani život
Holmes je rođen kao John Curtis Estes u Ashvilleu, država Ohio, kao najmlađe od četvero djece roditelja Carla Estesa i Mary Barton. O svom pravom ocu vrlo je malo znao osim činjenice da je bio alkoholičar koji je radio na željeznici i napustio obitelj dok je John još bio nedonošče. Njegova majka bila je pobožni južnjački baptist koja je sa svojom djecom redovno pohodila crkvu.
Godine 1946. Johnova majka se udala za Harolda Edwarda Holmesa pa je cijela obitelj promijenila prezime u Holmes. Očuh je bio alkoholičar koji bi dolazio kući pijan, teturao pa čak i povraćao po djeci. Nakon dvije godine Mary Holmes se rastaje od muža i seli s djecom u Columbus, država Ohio gdje su neko vrijeme živjeli od socijalne pomoći. Kad je Johnu bilo osam godina, majka se udala za Harolda Bowmana. Nedugo potom, John i kompletna obitelj preselili su se iz Columbusa u mali grad Pataskalu, također u državi Ohio. Holmes se prisjećao da je Bowman bio dobar otac sve do trenutka kad se rodio njegov polubrat David nakon čega je Bowman izgubio interes za ostalu djecu koja i nisu bila ustvari njegova i počeo ih u potpunosti zanemarivati.
U vrijeme adolescencije, Bowman je počeo tući Johna, ali mu se Holmes zbog svoje izrazito jake građe odupirao. S 16 godina John je pobjegao od kuće, a nakon nekoliko dana provedenih na cesti vratio se kući i rekao majci da ako nastavi živjeti s Bowmanom da bi ga mogao ubiti. Uz pismeno odobrenje majke, Holmes napušta srednju školu i odlazi u vojsku gdje nakon obuke u Fort Gordonu (država Georgia) provodi sljedeće tri godine u Zapadnoj Njemačkoj. Nakon časnog otpusta, Holmes dolazi u Los Angeles gdje radi na raznim poslovima koje uključuju prodaju robe "od vrata do vrata" i konobarenje. U prosincu 1964. godine, dok je radio kao vozač kola hitne pomoći, upoznao je medicinsku sestru Sharon Gebenini koju je oženio u travnju 1965. godine.
Sljedeće dvije godine, Holmes i Sharon živjeli su sasvim običnim životom. Holmes je našao posao kao vozač viljuškara u skladištu pakiranja mesa u Cudahyju. Međutim, zbog konstantnih izlaganja ledenom zraku i učestalog mijenjanja vrlo hladne i vrlo tople temperature po nekoliko puta tijekom dana obolio je na pluća pa daje otkaz.

## Porno karijera
John Holmes je za porno industriju bio ono što je Elvis bio za Rock'n'roll. On je jednostavno bio kralj."

Dok se oporavljao od bolesti, Holmes je odlazio u kartaški klub za muškarce, u Garden (država Kalifornija) gdje je fotograf, stojeći zajedno s njim u WC-u, zamijetio njegov nevjerojatno veliki penis i predložio mu da se počne baviti pornografijom. Tijekom kasnih 1960-ih godina, Holmes je radio za časopise i povremeno se pojavljivao u filmovima snimanim na 8 mm traci, skrivajući svoj novi posao od žene. 
Odrediti točan broj filmova u kojima je nastupao u ranoj fazi svoje karijere gotovo je nemoguće budući se njegovo ime rijetko pojavljivalo na uvodnim špicama, a oni koji su to i radili pisali su potpuno drugačije pseudonime od onih pod kojim danas poznajemo Johna Holmesa. Na primjer, jedna od ranih brošura Swedish Erotice iz 1973. godine ima pet različitih filmića s Holmesom u kojima na svakoj piše drugo ime. U ranim danima svoje karijere Holmesov nadimak bio je The Sultan of Smut (igra riječi koja podsjeća na nadimak velikog igrača bejzbola Babea Rutha - The Sultan of Swat).  
Nakon velikog uspjeha filmova Deep Throat (1972.), Behind the Green Door (1972.) i The Devil in Miss Jones (1973.), porno filmovi postali su popularni iako se za njihov legitimitet još uvijek borilo. Tijekom tih godina Holmes je uhićen pod optužbom za podvođenje i svodništvo, ali je izbjegao zatvorsku kaznu postavši doušnikom za policiju Los Angelesa. Taj posao omogućio mu je sistematsko rješavanje konkurencije koju bi policija uhitila tako da je on ostao jedna od rijetkih neuhićenih porno zvijezda u gradu. 
Godine 1971. Holmesova karijera krenula je uzlaznom putanjom zbog filmskog serijala u kojem je glavni lik bio privatni istražitelj Johnny Wadd, a kojeg je napisao i režirao Bob Chinn. Do 1978. godine Holmes je zarađivao i do 3 tisuće dolara dnevno kao porno glumac. Glumio je u vrijeme dok je osobnost mogla nadomjestiti estetske karakteristike i dok se još uvijek tražilo da glumci imaju barem nekakav tračak nadarenosti. Mnogi kritičari i obožavatelji i danas smatraju da je Holmes demonstrirao na dovoljno dobar način određenu glumačku nadarenost zbog koje je lik Johnnyja Wadda odstupao od jednodimenzionalnosti i banalnosti. 
Ipak, do kraja 1970-ih, njegova ovisnost o kokainu postala je ozbiljan problem. U profesionalnom smislu to je značilo pomanjkanje erekcije što je najviše vidljivo u filmu iz 1980. godine - Insatiable. Kako bi novčano osigurao sebe i svoju ovisnost, Holmes se upustio u zločin, prodavajući drogu raznim bandama, prostituirajući se muškarcima i ženama, varajući na kreditnim karticama, a obavljao je i druge sitne krađe. Godine 1976. upoznao je tada 16-godišnju djevojku Dawn Schiller koja mu je postala djevojkom. U najtežim trenucima svog života, prostituirao je i sebe i nju, a čak ju je znao i pretući u javnosti.

### Broj seksualnih partnera
Godine 1981. Holmes je izjavio da se seksao s 14 tisuća žena. Naravno, izmislio je taj broj kako bi pokušao spasiti svoju posrnulu karijeru. Kada bi se ova brojka potkrijepila, uzveši u obzir činjenicu da je Holmes izgubio nevinost sa 16 godina kako je tvrdio, došlo bi se do zaključka da je od tada spavao sa 666 žena odnosno s 1,8 ženom dnevno u sljedećih 21 godinu. Povjesničar pornografije Luke Ford izračunao je da je približna brojka žena s kojima je Holmes spavao otprilike 3000. 
Njegove uloge uključivale su najmanje jedan gay film - The Private Pleasures of John Holmes.

### Problemi s drogom i ubojstva u Wonderlandu
Holmes je razvio blisko prijateljstvo s dilerom droge i vlasnikom noćnog kluba Eddijem Nashom. U isto vrijeme, Holmes je bio blizak i s bandom iz Wonderlanda - grupom dilera i ovisnika o heroinu koji su ime dobili zbog mjesta na kojem im je bila lokacija: kuća smještena u Aveniji Wonderland u šumskom predjelu kanjona Laurel u susjedstvu Los Angelesa. Holmes je radio za bandu što je podrazumijevalo učestalo prodavanje droge. Međutim, nakon što je u par navrata ukrao novac zarađen od dilanja za sebe, našao se u nevolji s bandom. U lipnju 1981. godine, navodno u zamjenu za vlastiti život, rekao je vođama banke o velikom skladištu droge, novca i nakita koje je pripadalo njegovom prijatelju Nashu. Holmes je pomogao u planiranju pljačke koja je izvedena rano ujutro, 19. lipnja 1981. godine.
Premda Holmes nije sudjelovao u pljački, Nash je pretpostavio da je imao svoje prste u istoj. Nakon što ga je natjerao na priznanje, Nash se odlučio osvetiti bandi iz Wonderlanda. U ranim satima 1. srpnja 1981. godine, četvorica pripadnika bande pronađena su ubijena u svojoj kući u aveniji Wonderland. Holmes je navodno prisustvovao ubojstvima, ali je ostalo nejasno da li je i sudjelovao u njima. Pritvoren je zbog suučesništva, ali je zbog nedostatka dokaza pušten. Nakon šest mjeseci provedenih u bijegu s Dawn Schiller, uhićen je na Floridi i vraćen u Los Angeles. Odbio je surađivati u istrazi. Kasnije su ga optužili za sva četiri ubojstva, ali je na kraju ipak oslobođen.

### Kasne godine
Kada je Holmes nastavio sa svojom porno karijerom u studenom 1982. godine, industrija je već prešla na snimanje filmova na videovrpce. Iako je posla bilo u izobilju, bio je manje unosan, a Holmes više nije bio glavna zvijezda. Njegova ovisnost o drogi se nastavila, kao i njegove loše performanse na setu. Nesposobnost održavanja erekcije postala je ozbiljan problem pa su se redatelji okrenuli mlađim, mnogo atraktivnijim talentima. 
Godine 1983. upoznao je svoju buduću djevojku Laurie Rose (Misty Dawn) na setu filma Marathon. Zvali su je analnom kraljicom, a ona sama bila je fascinirana analnim scenama nje i Holmesa. Njih dvoje upustili su se u vezu i iza kamera i službeno postali par. 
U veljači 1986. godine Holmes je saznao da je HIV pozitivan. Prema izjavama Laurie Rose, Holmes je tvrdio da nikada nije koristio igle i da ih se strašno bojao. Njegova prva žena Sharon, kao i Bill Amerson, kasnije su potvrdili da Holmes sigurno nije obolio od HIV-a intravenoznom upotrebom droge, jer Holmes nikada nije koristio igle.
Tijekom ljeta 1986. godine, zbog nemogućnosti pronalaženja posla u SAD-u, Holmes je otputovao u Italiju gdje je snimio svoje posljednje porno filmove koji uključuju naslov The Rise and Fall of the Roman Empress u kojem je jednu od uloga ostvarila i kasnija velika talijanska porno zvijezda Ilona 'Cicciolina' Staller. Njegov posljednji film bio je The Devil In Mr. Holmes. Posljednja tri filma koja je snimio stvorila su bijes svih njegovih kolega nakon što je ustanovljeno da Holmes nije otkrio svoj HIV status prije upuštanja u nezaštićene seksualne odnose na snimanju.  Nastavio je s pojavljivanjem u javnosti kako bi davao autograme, a bio je i domaćin video klipova tijekom 1986. i 1987. godine u kojima se vidjelo njegovo fizičko propadanje uzrokovano bolešću. 
Ne želeći otkriti zbog čega je bolestan, Holmes je u javnosti tvrdio da je obolio od raka debelog crijeva. Holmes se oženio s Laurie Rose 23. siječnja 1987. godine u Las Vegasu i tek joj je tada rekao da boluje od side.
Tijekom posljednja četiri mjeseca njegova života većinom vremena bio je prikovan za krevet, često odlazeći u bolnice na liječenje. John Holmes umro je od komplikacija uzrokovanih sidom 13. ožujka 1988. godine. Imao je 43 godine. Njegovo tijelo je kremirano, a pepeo razasut po oceanu s obale Oxnard, država Kalifornija.

## Nasljedstvo
Dokumentarni film o Holmesovom životu, Wadd: The Life & Times of John C. Holmes postigao je kultni status među nezavisnim filmskim kućama u manjim gradovima. Neki dijelovi popularnog filma Kralj pornića temeljeni su na Holmesovom životu, a ubojstva u Wonderlandu bila su temelj za snimanje filma Wonderland iz 2003. godine u kojem Val Kilmer glumi Holmesa. Novinarka Marika Tur koja se bavi istraživačkim novinarstvom za Los Angeles Times opsežno je pisala o ubojstvima u Wonderlandu i vjeruje da je upravo Holmes doveo nekoliko ubojica u kuću na dva kata gdje su počinili zločin i ubili četvero ljudi. Jedina preživjela iz te tragedije je Susan Launius koja je zadobila teške ozljede glave. 
Nakon smrti Holmesu je dodijeljena nagrada za životno djelo od strane porno industrije. Postumno ju je primilo njegovo kumče, Sean Amerson, sin dugogodišnje Holmesove menadžerice Bill Amerson koja je napisala hvalospjev na njegovoj komemoraciji. 
Od 2500 porno filmova u kojima se pojavljuje John Holmes, njih između 60 i 70 posto je snimljeno na 8 mm vrpci. Još od 1990. godine traju pokušaji da se pronađu sve "preživjele" vrpce na kojima su Holmesovi filmovi iz 1960-ih, 1970-ih i 1980-ih godina kako bi se prebacili na DVD radi očuvanja. Međutim, budući je vijek trajanja 8 mm filmova vrlo kratak, vjeruje se da će većina Holmesovih filmova zauvijek ostati izgubljena.

## Osobni život
U privatnom životu, Holmes je bio blizak s četiri ili pet žena. Uvijek je oštro želio razdijeliti svoj privatni i profesionalni život. 
- U kolovozu 1965. godine oženio je mladu medicinsku sestru Sharon Gebenini.[4] Njih dvoje službeno su ostali vjenčani sve do razvoda 17. siječnja 1983. godine.
- Godine 1975. upoznao je Juliu Saint Vincent na setu filma Liquid Lips kojeg je producirao njezin ujak Armand Atamian. Holmes i Saint Vincent ostali su bliski sve do 1981. godine i ubojstava u Wonderlandu. Saint Vincent producirala je biografski film o Holmesovom životu - Exhausted.[18]
- Godine 1976. upoznao je 15-godišnju djevojku Dawn Schiller s kojom je bio zajedno sve do ubojstava u Wonderlandu 1981. godine. Ona je ostavila Holmesa u prosincu 1981. godine kada ga je prijavila policiji na Floridi.
- Godine 1985. Holmes je upoznao svoju drugu suprugu, Laurie Rose. Vjenčali su se u siječnju 1987. godine.

Točan broj žena (i muškaraca) s kojima je Holmes imao seksualne odnose tijekom svoje karijere nikad neće biti poznat.

### Veličina penisa
Holmesovo najveće blago u porno industriji bio je njegov veliki penis. Budući ne postoji nikakva točna dokumentacija niti je ikad provedeno mjerenje, njegova prava veličina ostaje nepoznata. Holmes je također bio jedan od prvih neobrezanih glumaca koji su postali popularni u američkim porno filmovima. 
Veteranska porno glumica Dorothea "Seka" Patton izjavila je da je Holmesov penis najveći u industriji. Holmesova prva žena prisjetila se da je on tvrdio da mu je penis dugačak 25,4 cm kada ga je prvi put mjerio. Holmes je jednom prilikom sam izjavio da mu je penis dugačak 38,1 cm, a njegova dugogodišnja menadžerica Bill Amerson je rekla: "Vidjela sam Johna kako mjeri penis nekoliko puta i bio je dugačak 34,3 cm". Pregledavajući filmove iz Holmesove karijere, došlo se do zaključka da veličina njegovog penisa varira s obzirom na fizičku pojavu partnerica u scenama: u ranoj fazi karijere snimao je scene s glumicama koje su bile niže i mršavije, dok je u kasnijim godinama radio s visokim djevojkama koje su imale veće obline. 
Jedna od dugogodišnjih kontroverzi je i pitanje da li je Holmes ikada imao punu erekciju. Popularna šala na njegov račun tijekom 70-ih godina kaže da je nemoguće da Holmes može doživjeti punu erekciju, jer bi se, zbog količine krvi koja bi išla od glave do penisa, onesvijestio. Holmesove partnerice u porno filmovima izjavile su da njegov penis nikad nije bio u punoj erekciji tijekom snošaja.
Njegov penis bio je toliko popularan da ga se čak koristilo i u marketinške svrhe za filmove u kojima on čak nije niti glumio. Film Anybody but My Husband imao je "tagline": "Penis Briana Grimesa je toliko velik da John Holmes razmišlja o promjeni karijere." Nakon njegove smrti, dužina njegovog penisa i dalje je upotrebljavana u marketinške svrhe njegovih filmova. Na premijeri filma Wonderland pokrovitelji su davali gostima ravnala veličine 34,3 cm.

### Poslovni pothvati
Godine 1979. Holmes je zajedno sa svojim polubratom Davidom Bowmanom otvorio bravarsku radionicu imena The Just Looking Emporium u Los Angelesu koju su obojica vodili. Međutim, zbog Holmesove ovisnosti o drogama i nezaustavljivom trošenju svojih i tuđih novaca kojim bi se radionica održavala, biznis je iste godine propao.
Kasnije, nakon što je oslobođen optužbi za ubojstva u Wonderlandu, sa svojom poslovnom partnericom i menadžericom Bill Amerson osnovao je produkcijsku kompaniju Penguin Productions gdje je radio u trostrukoj ulozi: kao scenarist, redatelj i glumac.
Unatoč ozloglašenom glasu koji ga je slijedio, Holmes je mnogo vremena poklanjao humanitarnim organizacijama i očuvanju okolišta. Poznat je po sudjelovanju u kampanji Spasimo kitove u kojoj je prikupljao novac "od vrata do vrata".

### Holmesova mitologija
Tijekom svoje karijere Holmes je bio poznat i po nekim nebuloznim izjavama (mnoge je izmislio sam u djeliću sekunde prilikom intervjua). Neke od tih izjava su:
- Holmesov penis je toliko velik da je morao prestati nositi donje rublje jer "započeo sam dobivati erekcije pa je elastika koja drži gaće pucala i po 4, 5 puta mjesečno."[24]
- Holmes je tvrdio da ima diplomu iz fizikalne terapije, medicine i političkih znanosti s fakulteta UCLA.[25] Holmes u stvari nikad nije završio srednju školu, a prema riječima Bill Amerson "najbliže što je John ikada bio UCLA-u je parkiralište fakulteta na kojem je pokušao provaliti u automobile."[1]
- Tinejdžer Holmes glumio je ulogu Eddieja Haskella u televizijskoj seriji Leave it to Beaver. (Lik Eddija je zapravo glumio Ken Osmond, koji fizički samo sliči na Holmesa).[26]

## Izabrana filmografija
| - Sex and the Single Vampire (1970.) - Johnny Wadd (1971.) - Flesh of the Lotus (1971.) - Blonde in Black Lace (1972.) - Tropic of Passion (1973.) - The Danish Connection (1974.) - Oriental Sex Kitten (1975.) - Tell Them Johnny Wadd Is Here (1976.) - Liquid Lips (1976.) - Fantasm ('Fruit Salad' segment) (1976.) - The Autobiography of a Flea (1976.) - Hard Soap, Hard Soap (1977.) - Eruption (1977.) - The Jade Pussycat (1977.) - Pizza Girls (1978.) - The China Cat (1978.) - Blonde Fire (1978.) - The Erotic Adventures of Candy (1978.) - The Senator's Daughter (1979.) | - Taxi Girls (1979.) - California Gigolo (1979.) - Sweet Captive (1979.) - Insatiable (1980.) - Prisoner of Paradise (1980.) - Aunt Peg (1980.) - Up 'n Coming (1983.) - Nasty Nurses (1983.) - The Private Pleasures of John C. Holmes (1983.) - Girls on Fire (1984.) - Looking for Mr. Goodsex (1985.) - The Grafenberg Spot (1985.) - The Erotic Adventures of Dickman and Throbbin (1986.) - Rockey X (1986.) - The Return of Johnny Wadd (1986.) - Saturday Night Beaver (1986.) - The Rise of the Roman Empress (1986.) - The Devil in Mr. Holmes (1986.) - Angels and Semen (1986.) - Big Daddy Bryant |

## Nagrade
- Nagrada XBIZ 2008. godine - nagrada za životno djelo - glumac[27]
- 14. veljače 1985. - prvi upis u kritičku organizaciju pornografskih filmova XRCO - Kuća slavnih

## Popis biografije
- John Holmes, A Life Measured in Inches, napisali Jennifer Sugar i Jill C. Nelson.
- Exhausted: John C. Holmes, the Real Story (dokumentarni film iz 1981. godine)
- Wadd - The Life and Times of John C. Holmes (dokumentarni film iz 1998. godine)
- The Devil and John Holmes, napisao Mike Sager, magazin Rolling Stone. Originalni datum objave: 15. lipnja 1989. godine.
- Porn King: Autobiography of John C. Holmes (1998).
- XXXL: The John Holmes Story (dokumentarni film iz 2000. godine)
- John Holmes: The Man, the Myth, the Legend (dokumentarni film iz 2004. godine)

## Vanjske poveznice
- Biografija iz 2008. godine koja dokumentira život Johna Holmesa  Arhivirana inačica izvorne stranice od 24. veljače 2011. (Wayback Machine)
- Intervju s kreatorom dokumentarca iz 1998. godine
- Diskusija Garyja Morrisa o filmu Wadd: The Life and Times of John C. Holmes iz 2001. godine
- Devil and John Holmes autora Mikea Sagera  Arhivirana inačica izvorne stranice od 3. ožujka 2012. (Wayback Machine) na službenoj stranici Mike Sager
- John Holmes na Internet Broadway Databaseu (engl.)